# Port lotniczy Great Barrier
Port lotniczy Great Barrier (IATA: GBZ, ICAO: NZGB) – port lotniczy położony na wyspie Great Barrier, w Nowej Zelandii.